# Giro di Puglia 1974
Il Giro di Puglia 1974, terza edizione della corsa, si svolse dal 7 all'11 maggio 1974 su un percorso totale di 1051 km, ripartiti su 5 tappe. La vittoria fu appannaggio dell'italiano Fabrizio Fabbri, precedendo il danese Ole Ritter ed il connazionale Sigfrido Fontanelli.

## Tappe
| Tappa  | Data      | Percorso                             | km   | Vincitore di tappa | Leader cl. generale |
| ------ | --------- | ------------------------------------ | ---- | ------------------ | ------------------- |
| 1ª     | 7 maggio  | Monteroni di Lecce > Ostuni          | 209  | Marcello Bergamo   | Marcello Bergamo    |
| 2ª     | 8 maggio  | Ostuni > Manfredonia                 | 193  | Roger De Vlaeminck | Roger De Vlaeminck  |
| 3ª     | 9 maggio  | Manfredonia > Monte Sant'Angelo      | 204  | Ole Ritter         | ?                   |
| 4ª     | 10 maggio | Foggia > Altamura                    | 215  | Annibale De Faveri | ?                   |
| 5ª     | 11 maggio | Cassano delle Murge > Martina Franca | 230  | Gianni Motta       | Fabrizio Fabbri     |
| Totale | Totale    | Totale                               | 1051 |                    |                     |

## Dettagli delle tappe

### 1ª tappa
- 7 maggio: Monteroni di Lecce > Ostuni – 209 km

Risultati
| Pos. | Corridore        | Squadra | Tempo    |
| ---- | ---------------- | ------- | -------- |
| 1    | Marcello Bergamo | Filotex | 5h15'30" |

| Pos. | Corridore        | Squadra | Tempo |
| ---- | ---------------- | ------- | ----- |
| 1    | Marcello Bergamo | Filotex | ?     |

### 2ª tappa
- 8 maggio: Ostuni > Manfredonia – 193 km

Risultati
| Pos. | Corridore          | Squadra    | Tempo    |
| ---- | ------------------ | ---------- | -------- |
| 1    | Roger De Vlaeminck | Brooklyn   | 4h12'22" |
| 2    | Franco Bitossi     | Scic       | s.t.     |
| 3    | Wilmo Francioni    | Sammontana | s.t.     |

| Pos. | Corridore          | Squadra  | Tempo |
| ---- | ------------------ | -------- | ----- |
| 1    | Roger De Vlaeminck | Brooklyn | ?     |
| 2    | Marcello Bergamo   | Filotex  | a 3"  |
| 3    | Ercole Gualazzini  | Brooklyn | s.t.  |

### 3ª tappa
- 9 maggio: Manfredonia > Monte Sant'Angelo – 204 km

Risultati
| Pos. | Corridore  | Squadra | Tempo    |
| ---- | ---------- | ------- | -------- |
| 1    | Ole Ritter | Filotex | 6h08'34" |

### 4ª tappa
- 10 maggio: Foggia > Altamura – 215 km

Risultati
| Pos. | Corridore          | Squadra | Tempo    |
| ---- | ------------------ | ------- | -------- |
| 1    | Annibale De Faveri | Bianchi | 5h09'20" |

### 5ª tappa
- 11 maggio: Cassano delle Murge > Martina Franca – 230 km

Risultati
| Pos. | Corridore    | Squadra   | Tempo |
| ---- | ------------ | --------- | ----- |
| 1    | Gianni Motta | Magniflex | ?     |

## Classifiche finali

### Classifica generale
| Pos. | Corridore           | Squadra            | Tempo |
| ---- | ------------------- | ------------------ | ----- |
| 1    | Fabrizio Fabbri     | Sammontana         | ?     |
| 2    | Ole Ritter          | Filotex            | ?     |
| 3    | Sigfrido Fontanelli | Sammontana         | ?     |
| 4    | Josef Fuchs         | Filotex            | ?     |
| 5    | Marcello Bergamo    | Filotex            | ?     |
| 6    | Antoon Houbrechts   | Bianchi-Campagnolo | ?     |
| 7    | Gianni Motta        | Magniflex          | ?     |
| 8    | Alessio Antonini    | Jollj Ceramica     | ?     |
| 9    | Franco Bitossi      | Scic-Colnago       | ?     |
| 10   | Felice Gimondi      | Bianchi-Campagnolo | ?     |